# João Dourado
João Dourado är en kommun i Brasilien.   Den ligger i delstaten Bahia, i den östra delen av landet, 900 km nordost om huvudstaden Brasília. Antalet invånare är 22 359.
Omgivningarna runt João Dourado är huvudsakligen savann. Runt João Dourado är det mycket glesbefolkat, med 3 invånare per kvadratkilometer.